# Basilique Notre-Dame de Buglose
Pour les articles homonymes, voir Église Notre-Dame.
La basilique Notre-Dame de Buglose est une basilique mineure catholique, élevée par Paul VI en septembre 1966, située dans la commune de Saint-Vincent-de-Paul, dans le département français des Landes.

## Présentation
Le sanctuaire de Notre-Dame de Buglose est édifié de 1850 à 1865 dans la commune de Saint-Vincent-de-Paul, qui s'est appelée Pouy jusqu'en 1828 avant d'être renommée en l'honneur de Vincent de Paul, natif du lieu (à la ferme Ranquines) en 1581.

### Histoire

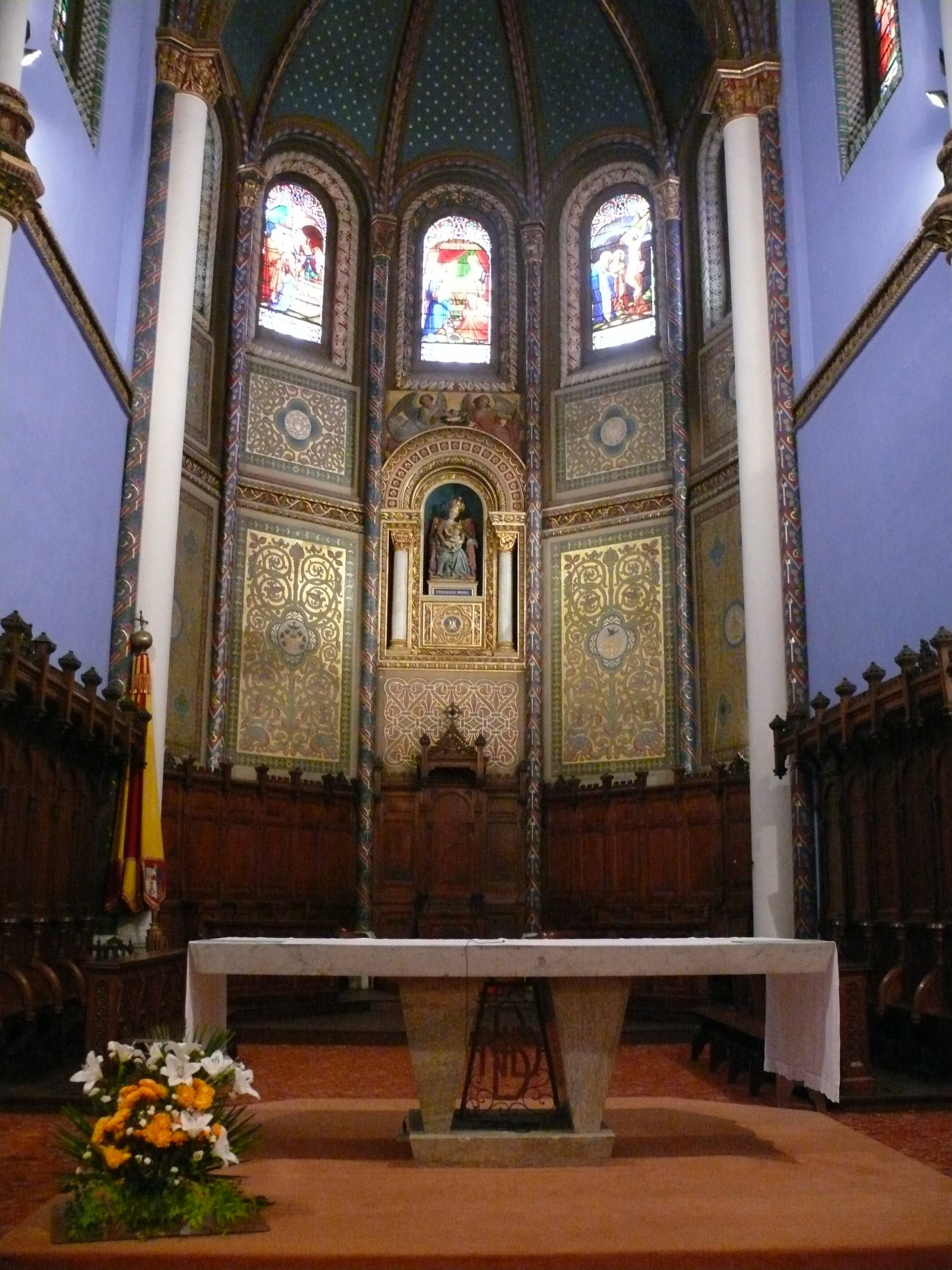
L'autel et l'abside avec les stalles et la statue de la Vierge à l'Enfant couronnés.

Une statue de Notre-Dame, réalisée entre la fin du XVe siècle et le début du XVIe siècle, fait dès l'origine l'objet d'une dévotion entraînant un afflux de pèlerins au Pouy.
Pendant les guerres de Religion, Gabriel Ier de Montgommery et ses troupes se ruent sur la région, entraînant le saccage de lieux de culte et de monastères catholiques. Le village du Pouy fait l'objet d'attaques en 1570 et la statue de Notre-Dame est cachée dans un marais voisin, échappant ainsi de peu à la destruction. Oubliée, elle y demeure cinquante ans, jusqu'à un jour de 1620 où un paysan, qui labourait son champs avec ses deux bœufs, voit ceux-ci s'arrêter pour lécher un rocher qui se révèle être la statue de la Vierge, enfoncée dans la vase et recouverte par les joncs. La statue est immédiatement sortie de là et déposée sur un autel improvisé (l'actuelle chapelle Notre-Dame de Buglose, dite « chapelle des miracles »), à l'endroit de sa découverte. Cette chapelle est aujourd'hui enchâssée dans une architecture moderne érigée pour le centenaire du couronnement de Notre-Dame. La chapelle aurait initialement dû être provisoire et la statue transportée jusqu'à l'église paroissiale de Pouy, mais les bœufs chargés de tirer le chariot où l'on avait déposé la statue refusèrent d'avancer plus loin que les vestiges de l'ancienne église. Voyant là un signe de la volonté divine, on décide alors de reconstruire le sanctuaire.
Une première chapelle est édifiée et inaugurée le lundi de Pentecôte 1622 par Jean-Jacques du Sault, évêque de Dax, au milieu d'une foule immense. La notoriété de Buglose grandit rapidement et se répand, attirant des pèlerins en quête de miracles venant du diocèse de Dax et des diocèses voisins d'Aire, Bordeaux, Auch, Lescar ou Oloron. Même la reine douairière d'Espagne, Marie-Anne de Neubourg, vint prier à Buglose en 1709 et obtint la guérison.
Devenue trop petite et vétuste, la chapelle primitive est remplacée au XIXe siècle par l'édifice actuel. La première pierre est posée le 30 juillet 1850, la bénédiction et l'inauguration ont lieu en 1855, alors que les travaux ne prennent réellement fin qu'en 1865.
Au nom du pape Pie IX, Louis-Marie Épivent, évêque d'Aire de 1859 à 1876, couronne solennellement Notre-Dame de Buglose le 9 septembre 1866. Son successeur, Victor Delannoy, évêque d'Aire de 1876 à 1905, décide d'installer le carillon dans la grande tour.
Le chanoine Maisonnave invente la machine à carillonner encore en fonction actuellement. La fonte des cloches est confiée à la maison Paccard d'Annecy. Inauguré le 8 septembre 1895, avec 23 cloches, le carillon est complété ultérieurement jusqu'en 1926, et comprend 60 cloches pour 34 notes de nos jours.
Cent ans après sa construction, l'église Notre-Dame de Buglose est consacrée par Joseph-Charles Lefèbvre, archevêque de Bourges, le 6 septembre 1965. À la demande de Robert Bézac, évêque d'Aire et Dax de 1963 à 1978, le pape Paul VI accorde en septembre 1966 à l'église du Sanctuaire Notre-Dame de Buglose le titre de basilique mineure, lors des fêtes du centenaire du couronnement de la statue,.

### Éléments
La pavillon basilical, en forme d'ombrelle rouge et or, ornant le fond du chœur central avec les armoiries de Buglose, atteste que l'église porte le titre de basilique. Les nefs latérales déploient des vitraux narrant image par image l'histoire du pèlerinage. La chaire, située dans la nef centrale, date du XVIIe siècle. Vestige de l'église primitive, elle présente des scènes sculptées de l'Annonciation, de la Nativité de Jésus, de l'Adoration des mages, de l'Assomption et du Couronnement de Marie. En haut de la nef latérale gauche se trouve la statue de Saint-Vincent de Paul (XVIIIe siècle, bois polychrome), venant de l'église primitive. Deux bas reliefs (XVIIIe siècle, bois polychrome) représentent la fondation des Lazaristes et des Filles de la Charité.
La chapelle du Rosaire, dans l'entrée, abrite en son centre l'autel en bois provenant de l'ancienne église (fin XVIIIe siècle ?) et deux tombes en pierre des évêques Louis-Marie Épivent et Victor Delannoy, signées du comte Clément d'Astanières.

### La statue

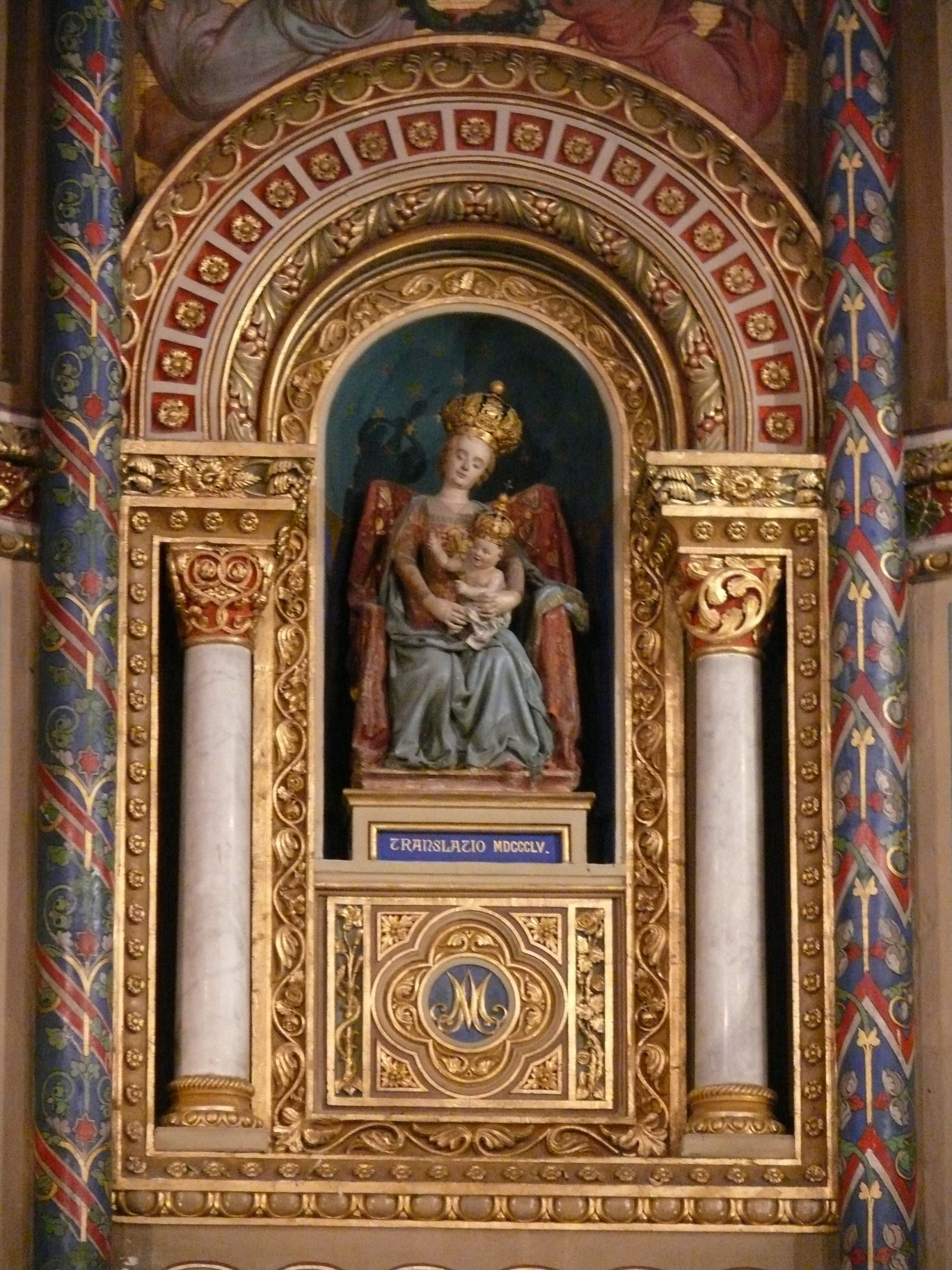
Statue de Notre-Dame de Buglose.

Au-dessus de la stalle épiscopale du chœur de la basilique apparaît « Notre-Dame tenant l'Enfant-Dieu sur ses genoux ». Il s'agit d'une statue aux dimensions exceptionnelles, haute de 1,08 mètre et d'un poids de 400 kg, taillée dans les dernières années du XVe siècle ou du début du XVIe siècle.
« Ce type de Vierge-Mère assise et trônant, inhabituel à la fin du Moyen Âge, indique généralement que l'on a voulu perpétuer le souvenir d'une Vierge en Majesté, romane ou gothique, en bois, qu'il s'agissait de remplacer pour cause de vétusté ».
S'il en est ainsi à Buglose, ce serait l'attestation non seulement de l'ancienneté du pèlerinage, mais aussi de l'attachement au culte marial dans cette partie des Landes. Sur le corsage de la Vierge Marie, on peut lire « MAGNIFICAT », tandis que les plis du manteau laissent apparaître des extraits du « Salve Regina ».
La statue a fait l'objet de nombreux examens spécialisés, qui laissent supposer plusieurs restaurations, au moins de la polychromie, sinon de la composition, sans que l'on puisse les dater avec exactitude. Le nom de l'artiste ayant réalisé cette œuvre demeure inconnu, ce dernier n'ayant laissé comme signature que la mention « Grand artiste et Grand chrétien ».

### Le carillon
En 1877, arrive sur le siège épiscopal d'Aire un évêque originaire de Templeuve, Victor Delannoy. Cet originaire du Nord a la nostalgie des carillons de sa Flandre natale et fait construire deux tours à l'église Notre-Dame de Buglose, qu'il considère comme la plus belle de son diocèse. La tour nord est massive et carrée, la tour sud est étroite et possède trois étages. Les longues et fréquentes correspondances entre l'évêque et la fonderie Paccard d'Annecy-le-Vieux témoignent de l'acharnement de l'homme d'église pour obtenir le carillon.
La bénédiction des quatre premières cloches a lieu le 8 septembre 1894. Un an plus tard, le 8 septembre 1895, 19 nouvelles cloches sont bénites. Dès l'origine, ces 23 cloches sont actionnées grâce à un clavier singulier inventé par le chanoine Maisonnave, que l'on nomme la « Machine à carillonner », celle-ci sera présentée à l'Exposition universelle de Paris de 1900.
Le bourdon pèse 2 100 kg et sonne le Do3. Les cérémonies d'installation et de bénédiction durent deux jours, les 9 et 10 mai 1901. Les cloches suivantes sont commandées et installées au fur et à mesure que l'on récolte les fonds nécessaires. Durant l'été 1923, il en arrive 3 parmi les plus grosses, fondues dans les ateliers de la Maison Dancausse à Tarbes. Enfin, en 1926, 31 nouvelles petites cloches complètent le carillon qui en compte 60 en tout.

## Galerie

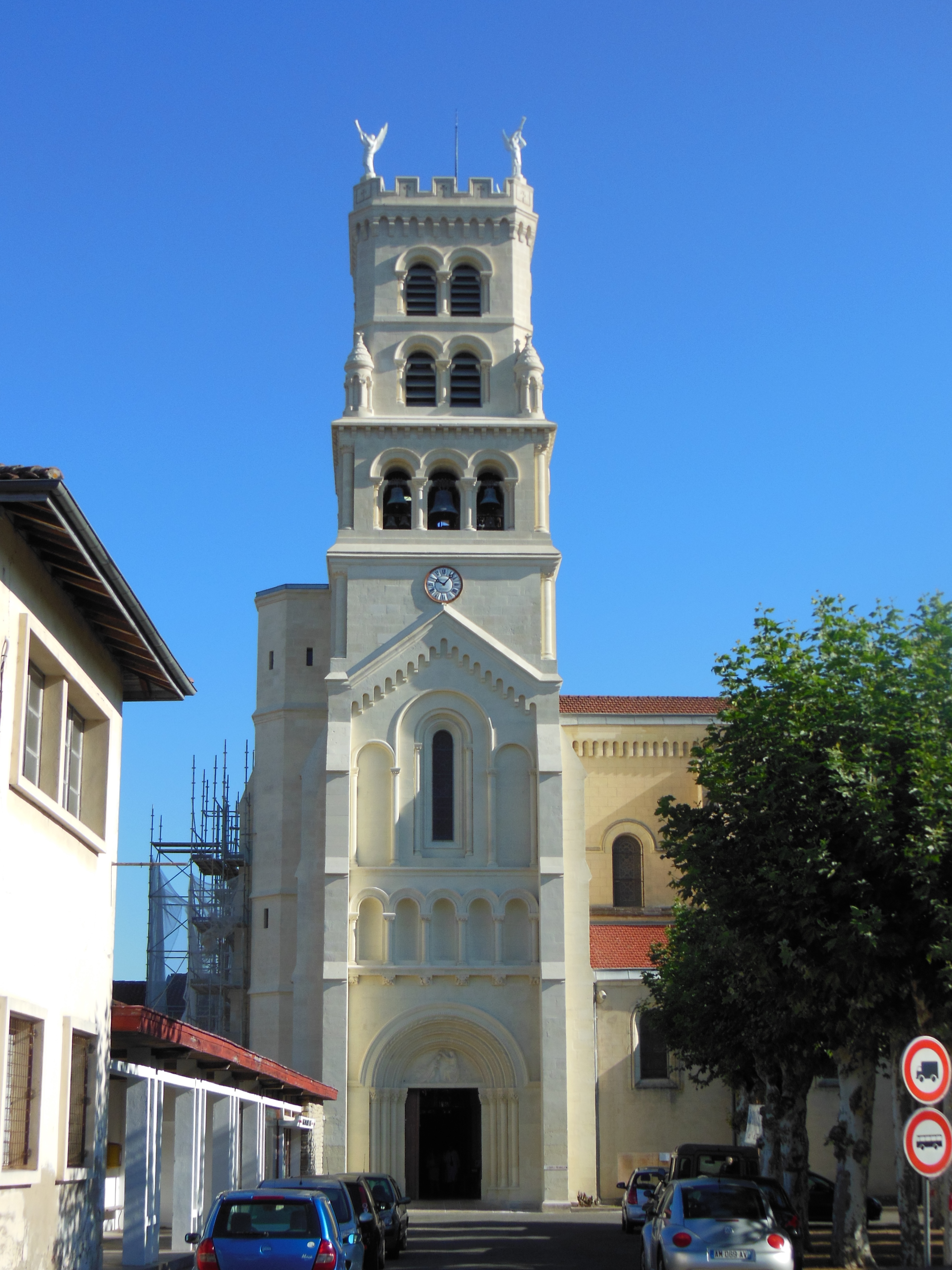
Le clocher.
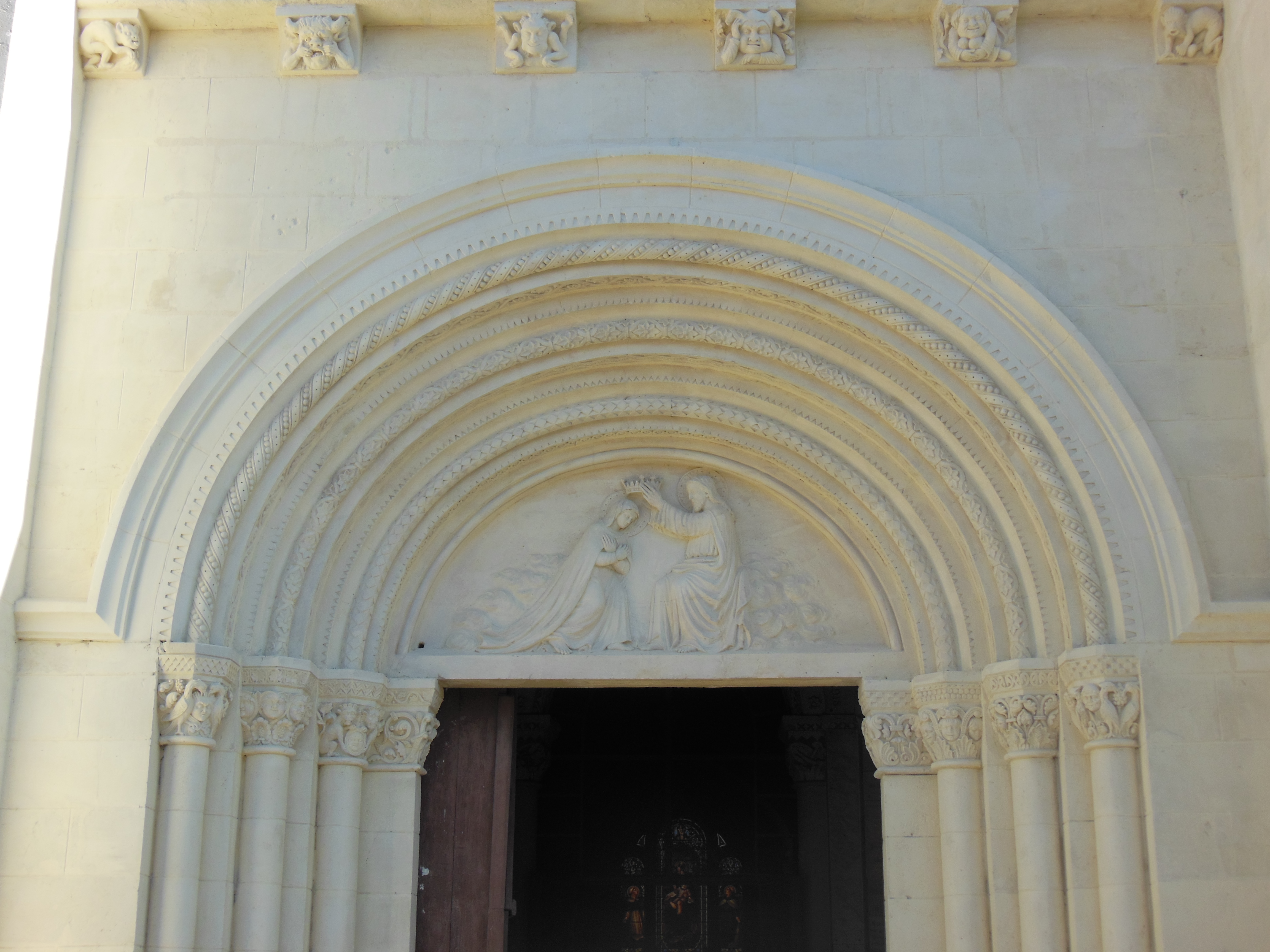
Le tympan.
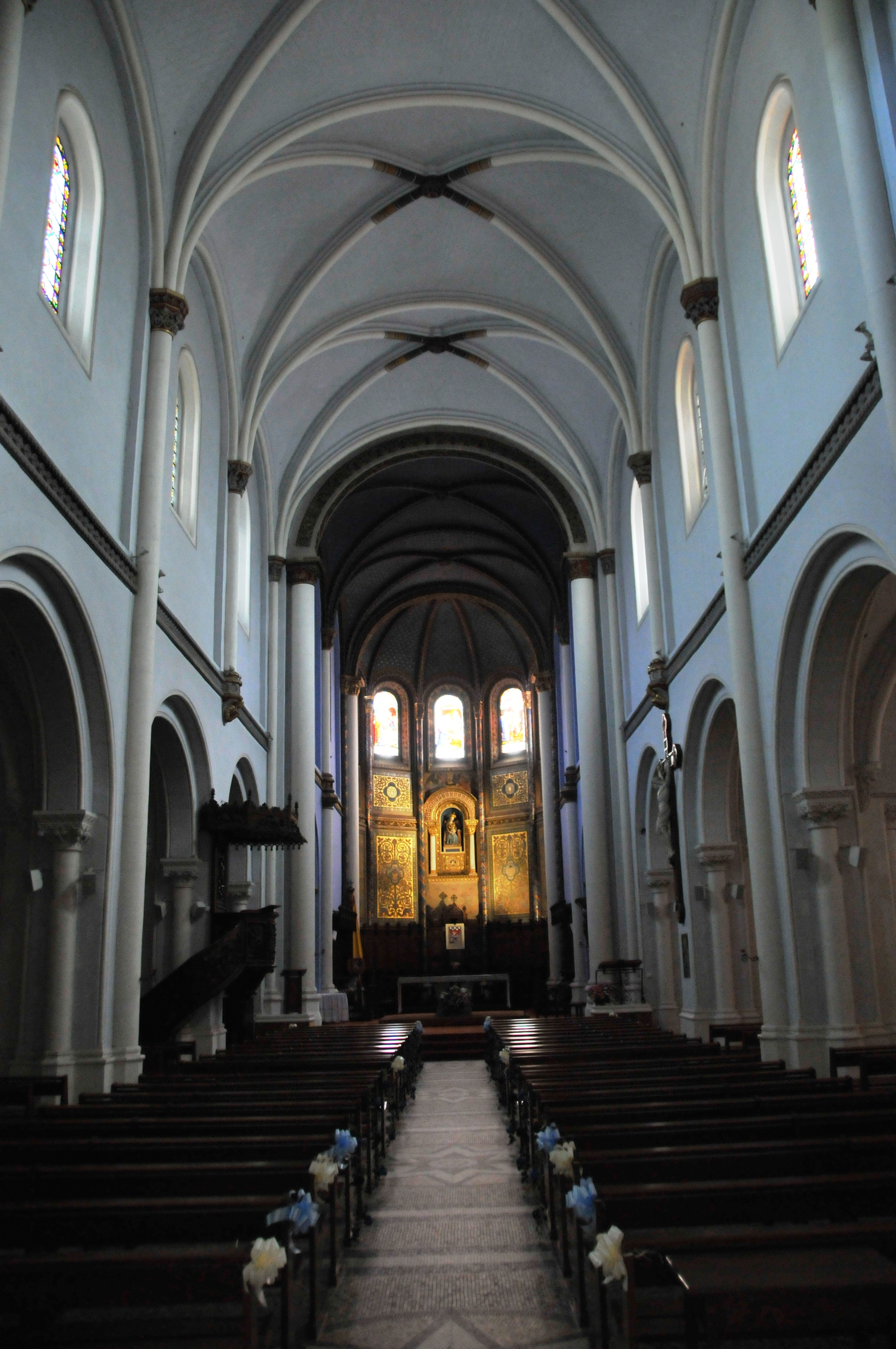
La nef.
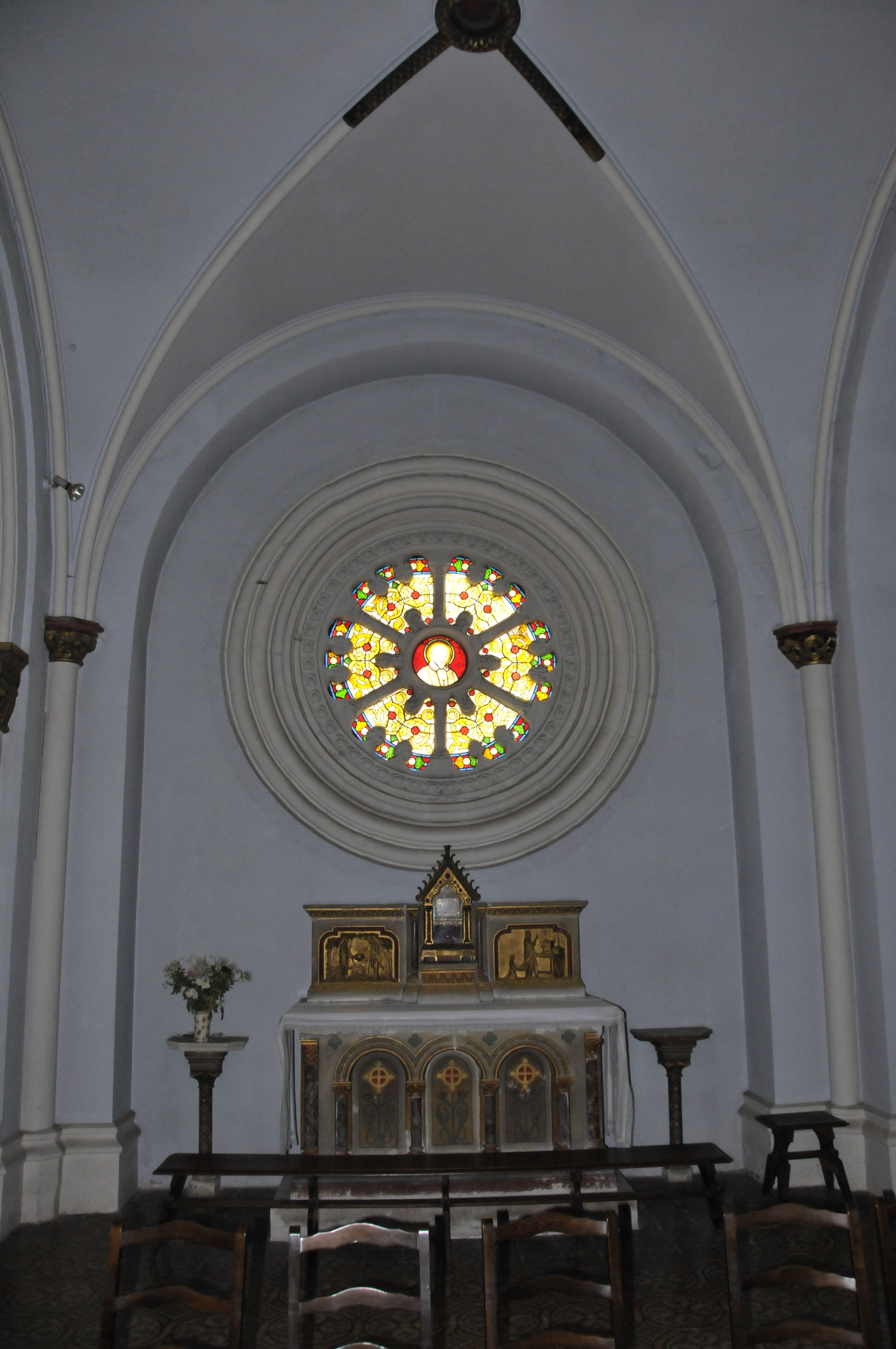
La chapelle.
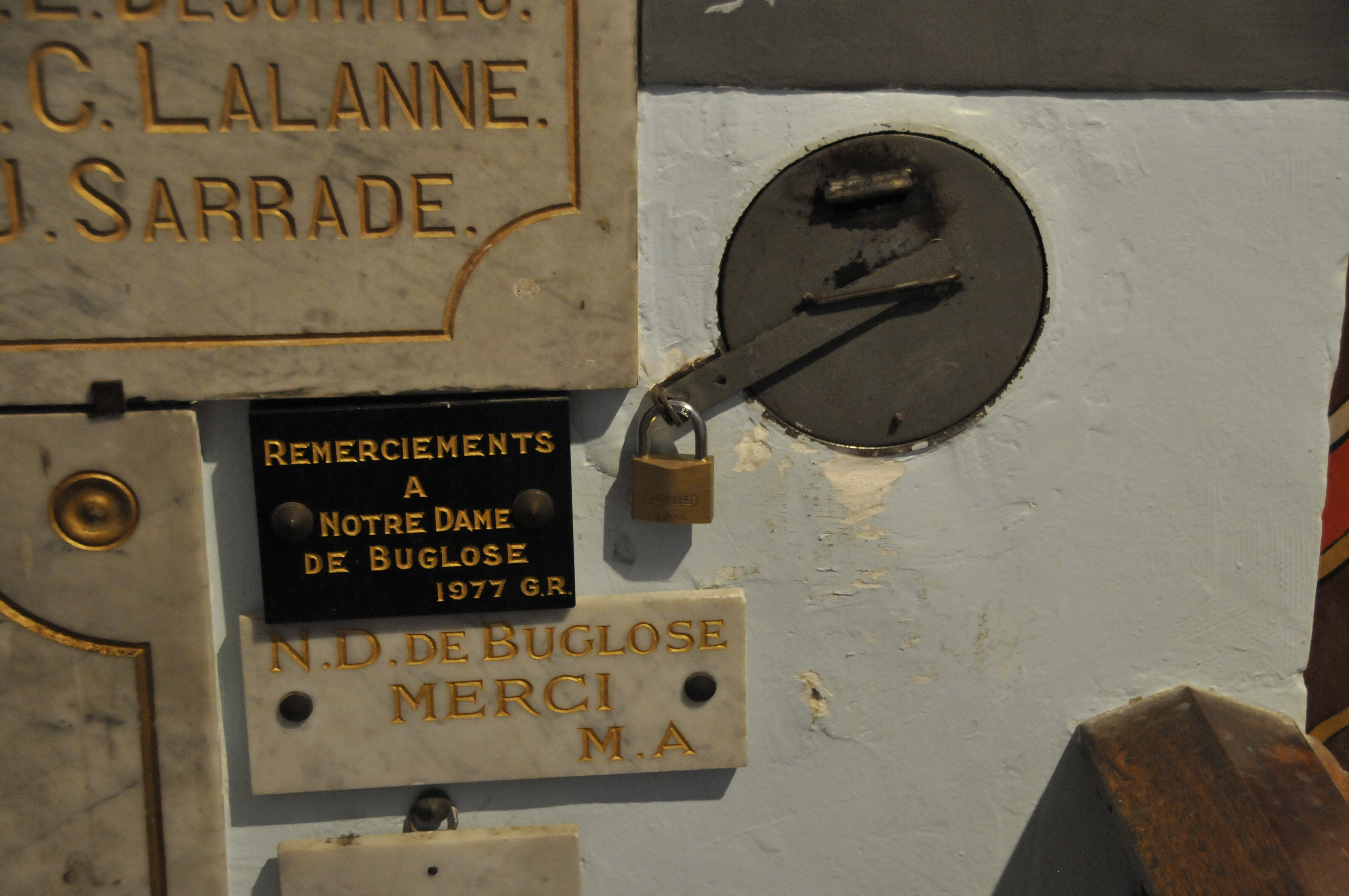
Un ex-voto.